# Каштаньейру (Карразеда-ди-Ансиайнш)
Каштанье́йру (порт. Castanheiro) — район (фрегезия) в Португалии, входит в округ Браганса. Является составной частью муниципалитета Карразеда-ди-Ансьяйнш. По старому административному делению входил в провинцию Траз-уж-Монтиш и Алту-Дору. Входит в экономико-статистический субрегион Доуру, который входит в Северный регион. Население составляет 586 человек на 2001 год. Занимает площадь 12,98 км².